# شارون ماتولا
شارون ماتولا (بالإنجليزية: sharo matola)‏ (من مواليد 3 يونيو 1954) هي عالمة أحياء وعالمة بيئة من بالتيمور بولاية ماريلاند بالولايات المتحدة. شغلت شارون منصب المدير المؤسس لحديقة حيوان بليز ومركز التعليم المداري، وحديقة الحيوانات التي تأسست في عام 1983 لحماية الحيوانات الأصلية التي استُخدمت في فيلم وثائقي في بليز.

## حياتها المُبكرة
وصلت ماتولا، صاحبة فكرة تأسيس حديقة الحيوان في بليز إلى ذلك البلد بعد تاريخ مهني حافل شمل العمل مع مروض أسود روماني وسيرك متجول عبر المكسيك.
تم توظيف ماتولا من قبل المخرج ريتشارد فوستر في عام 1982 لرعاية 20 حيوانًا تم استخدامها في صنع فيلم وثائقي عن الحياة البرية. عندما تم الانتهاء من تصوير الفيلم، تُرك الأمر لها لتقرر كيفية التخلص من الحيوانات. كان الكثير منهم مُروّض جيدًا، لذلك نشأت فكرة إنشاء حديقة الحيوانات. علّقت ماتولا لافتات في جميع أنحاء البلاد لزيادة الوعي بثروة الحياة البرية في بليز ومرعى الولاية المُتدهور؛ وذهبت خارج بليز لجمع الأموال من المجموعات البيئية.
تُعد حديقة الحيوان الآن موطنًا لأكثر من 125 نوعًا محليًا، كما ترفع الحديقة من وعي الأشخاص بأهمية الحياة البرية في بليز.

### أعمال بيئية أخرى
كافحت ماتولا لوقف مشروع سد شيللو في بليز. وُثّق نضالها في كتاب "الرحلة الأخيرة للماكاو القرمزي": معركة امرأة واحدة لإنقاذ أجمل الطيور في العالم (2008)" لبروس باركوت.
ساهمت ماتولا في تأسيس إذاعة القوات البريطانية BFBS في بليز منذ عام 1992، بدءًا من سلسلة الحياة البرية الشعبية التي تسمى «المشي في المراعي البرية»، والتي استكشفت فيها حياة النباتات والحيوانات في بليز.
تعمل ماتولا الآن لحسابها الخاص لدى إذاعة القوات البريطانية.

## روابط خارجية
- شارون ماتولا على موقع IMDb (الإنجليزية)